# Nimo (Rapper)/Diskografie
Diese Diskografie ist eine Übersicht über die musikalischen Werke des deutschen Rappers Nimo. Den Quellenangaben und Schallplattenauszeichnungen zufolge hat er bisher mehr als 4,5 Millionen Tonträger verkauft. Seine erfolgreichste Veröffentlichung ist die Single Heute mit mir. Diese verkaufte sich alleine in Deutschland über 1,2 Millionen Mal, womit sie zu einer der meistverkauften Singles des Landes der 2010er-Jahre sowie einer der meistverkauften Rapsongs des Landes zählt.

## Alben

### Studioalben
| Jahr | Titel Musiklabel                       | Höchstplatzierung, Gesamtwochen, AuszeichnungChartplatzierungen (Jahr, Titel, Musiklabel, Platzierungen, Wochen, Auszeichnungen, Anmerkungen) | Höchstplatzierung, Gesamtwochen, AuszeichnungChartplatzierungen (Jahr, Titel, Musiklabel, Platzierungen, Wochen, Auszeichnungen, Anmerkungen) | Höchstplatzierung, Gesamtwochen, AuszeichnungChartplatzierungen (Jahr, Titel, Musiklabel, Platzierungen, Wochen, Auszeichnungen, Anmerkungen) | Anmerkungen                                             |
| Jahr | Titel Musiklabel                       | DE | AT | CH | Anmerkungen                                             |
| ---- | -------------------------------------- | --- | --- | --- | ------------------------------------------------------- |
| 2017 | K¡K¡ Urban Records (UMG)               | DE4 Gold · (16 Wo.)DE | AT3 (6 Wo.)AT | CH6 (4 Wo.)CH | Erstveröffentlichung: 16. Juni 2017 Verkäufe: + 100.000 |
| 2019 | Nimoriginal Urban Records (UMG)        | DE4 (14 Wo.)DE | AT21 (6 Wo.)AT | CH8 (7 Wo.)CH | Erstveröffentlichung: 19. Dezember 2019                 |
| 2022 | Moonboy Moonboys Entertainment (Urban) | DE17 (2 Wo.)DE | AT15 (1 Wo.)AT | CH14 (1 Wo.)CH | Erstveröffentlichung: 24. März 2022                     |

### Kollaboalben
| Jahr | Titel Musiklabel           | Höchstplatzierung, Gesamtwochen, AuszeichnungChartplatzierungen (Jahr, Titel, Musiklabel, Platzierungen, Wochen, Auszeichnungen, Anmerkungen) | Höchstplatzierung, Gesamtwochen, AuszeichnungChartplatzierungen (Jahr, Titel, Musiklabel, Platzierungen, Wochen, Auszeichnungen, Anmerkungen) | Höchstplatzierung, Gesamtwochen, AuszeichnungChartplatzierungen (Jahr, Titel, Musiklabel, Platzierungen, Wochen, Auszeichnungen, Anmerkungen) | Anmerkungen                                  |
| Jahr | Titel Musiklabel           | DE | AT | CH | Anmerkungen                                  |
| ---- | -------------------------- | --- | --- | --- | -------------------------------------------- |
| 2019 | Capimo Urban Records (UMG) | DE7 (5 Wo.)DE | AT5 (2 Wo.)AT | CH16 (3 Wo.)CH | Erstveröffentlichung: 22. März 2019 mit Capo |

### Mixtapes
| Jahr | Titel Musiklabel           | Höchstplatzierung, Gesamtwochen, AuszeichnungChartplatzierungen (Jahr, Titel, Musiklabel, Platzierungen, Wochen, Auszeichnungen, Anmerkungen) | Höchstplatzierung, Gesamtwochen, AuszeichnungChartplatzierungen (Jahr, Titel, Musiklabel, Platzierungen, Wochen, Auszeichnungen, Anmerkungen) | Höchstplatzierung, Gesamtwochen, AuszeichnungChartplatzierungen (Jahr, Titel, Musiklabel, Platzierungen, Wochen, Auszeichnungen, Anmerkungen) | Anmerkungen                                                |
| Jahr | Titel Musiklabel           | DE | AT | CH | Anmerkungen                                                |
| ---- | -------------------------- | --- | --- | --- | ---------------------------------------------------------- |
| 2016 | Habeebeee 385idéal (Urban) | DE10 Gold · (8 Wo.)DE | AT12 (3 Wo.)AT | CH5 (4 Wo.)CH | Erstveröffentlichung: 26. Februar 2016 Verkäufe: + 100.000 |
| 2020 | Steinbock 385idéal (Urban) | DE39 (2 Wo.)DE | AT28 (1 Wo.)AT | CH35 (2 Wo.)CH | Erstveröffentlichung: 28. August 2020                      |

### EPs
| Jahr | Titel Musiklabel                                | Höchstplatzierung, Gesamtwochen, AuszeichnungChartplatzierungen (Jahr, Titel, Musiklabel, Platzierungen, Wochen, Auszeichnungen, Anmerkungen) | Höchstplatzierung, Gesamtwochen, AuszeichnungChartplatzierungen (Jahr, Titel, Musiklabel, Platzierungen, Wochen, Auszeichnungen, Anmerkungen) | Höchstplatzierung, Gesamtwochen, AuszeichnungChartplatzierungen (Jahr, Titel, Musiklabel, Platzierungen, Wochen, Auszeichnungen, Anmerkungen) | Anmerkungen                                                           |
| Jahr | Titel Musiklabel                                | DE | AT | CH | Anmerkungen                                                           |
| ---- | ----------------------------------------------- | --- | --- | --- | --------------------------------------------------------------------- |
| 2021 | Emerald Hypnotize Entertainment (Urban)         | — | AT48 (1 Wo.)AT | CH50 Gold · (1 Wo.)CH | Erstveröffentlichung: 4. November 2021 Verkäufe: + 10.000; mit Dardan |
| 2022 | Blackrock Hypnotize Entertainment (Urban)       | — | — | — | Erstveröffentlichung: 15. Dezember 2022 mit Dardan                    |
| 2023 | Eins Moonboys Entertainment (Urban)             | — | — | — | Erstveröffentlichung: 20. Juli 2023                                   |
| 2024 | Zwei Moonboys Entertainment (Urban)             | — | — | CH95 (1 Wo.)CH | Erstveröffentlichung: 18. Januar 2024                                 |
| 2024 | Drei Moonboys Entertainment (Urban)             | — | — | — | Erstveröffentlichung: 7. März 2024                                    |
| 2024 | Vier Moonboys Entertainment (WMG)               | — | — | — | Erstveröffentlichung: 21. Juni 2024                                   |
| 2024 | Jung & machen Geld Moonboys Entertainment (WMG) | — | — | — | Erstveröffentlichung: 12. Juli 2024                                   |
| 2024 | 80er Film Moonboys Entertainment (WMG)          | — | — | — | Erstveröffentlichung: 16. August 2024                                 |
| 2024 | Fünf Moonboys Entertainment (WMG)               | — | — | — | Erstveröffentlichung: 13. Dezember 2024                               |
| 2025 | OnTouRage Moonboys Entertainment (WMG)          | — | — | — | Erstveröffentlichung: 3. April 2025                                   |

## Singles

### Als Leadmusiker
| Jahr | Titel Album                      | Höchstplatzierung, Gesamtwochen, AuszeichnungChartplatzierungen (Jahr, Titel, Album, Platzierungen, Wochen, Auszeichnungen, Anmerkungen) | Höchstplatzierung, Gesamtwochen, AuszeichnungChartplatzierungen (Jahr, Titel, Album, Platzierungen, Wochen, Auszeichnungen, Anmerkungen) | Höchstplatzierung, Gesamtwochen, AuszeichnungChartplatzierungen (Jahr, Titel, Album, Platzierungen, Wochen, Auszeichnungen, Anmerkungen) | Anmerkungen                                                                                        |
| Jahr | Titel Album                      | DE | AT | CH | Anmerkungen                                                                                        |
| --- | -------------------------------- | --- | --- | --- | -------------------------------------------------------------------------------------------------- |
| 2015 | Bitter Habeebeee                 | — | — | — | Erstveröffentlichung: 21. Oktober 2015                                                             |
| 2016 | Idéal Habeebeee                  | — | — | — | Erstveröffentlichung: 14. Januar 2016                                                              |
| 2016 | Flouz kommt Flouz geht Habeebeee | — | — | — | Erstveröffentlichung: 3. Februar 2016                                                              |
| 2016 | Nie wieder Habeebeee             | — | — | — | Erstveröffentlichung: 4. März 2016 feat. Abdi                                                      |
| 2016 | Lolo –                           | — | — | — | Erstveröffentlichung: 11. März 2016                                                                |
| 2016 | Koala –                          | — | — | — | Erstveröffentlichung: 6. Mai 2016 feat. Hanybal & Marvin Game                                      |
| 2017 | LFR K¡K¡                         | DE33 Gold · (15 Wo.)DE | AT69 (1 Wo.)AT | CH78 (1 Wo.)CH | Erstveröffentlichung: 21. April 2017 Verkäufe: + 200.000                                           |
| 2017 | Michelangelo K¡K¡                | DE87 (1 Wo.)DE | — | — | Erstveröffentlichung: 18. Mai 2017                                                                 |
| 2017 | Heute mit mir K¡K¡               | DE10 ×2Doppelplatin · (44 Wo.)DE | AT41 (16 Wo.)AT | CH66 (6 Wo.)CH | Erstveröffentlichung: 6. Juni 2017 Verkäufe: + 1.200.000                                           |
| 2017 | Hype K¡K¡                        | — | — | — | Erstveröffentlichung: 1. Juli 2017 feat. Celo & Abdi                                               |
| 2017 | Mon Chéri Capimo                 | DE9 Gold · (10 Wo.)DE | AT28 (3 Wo.)AT | CH38 (2 Wo.)CH | Erstveröffentlichung: 2. November 2017 Verkäufe: + 200.000; mit Capo                               |
| 2018 | Akzeptier’n uns nicht –          | DE69 (2 Wo.)DE | — | — | Erstveröffentlichung: 18. Mai 2018                                                                 |
| 2018 | Lean Capimo                      | DE12 (5 Wo.)DE | AT27 (2 Wo.)AT | CH43 (1 Wo.)CH | Erstveröffentlichung: 12. Oktober 2018 mit Capo                                                    |
| 2018 | Zoey Capimo                      | DE8 Gold · (12 Wo.)DE | AT43 (6 Wo.)AT | CH36 (2 Wo.)CH | Erstveröffentlichung: 14. Dezember 2018 Verkäufe: + 200.000; mit Capo                              |
| 2018 | Anderes Niveau Capimo            | DE58 (2 Wo.)DE | — | — | Erstveröffentlichung: 28. Dezember 2018 mit Capo                                                   |
| 2019 | Shem Shem & Sex Capimo           | DE12 (9 Wo.)DE | AT32 (4 Wo.)AT | CH44 (2 Wo.)CH | Erstveröffentlichung: 11. Januar 2019 mit Capo                                                     |
| 2019 | Roadrunner Capimo                | DE23 (4 Wo.)DE | AT53 (1 Wo.)AT | CH92 (1 Wo.)CH | Erstveröffentlichung: 25. Januar 2019 mit Capo                                                     |
| 2019 | Leyla Capimo                     | DE13 (4 Wo.)DE | AT29 (2 Wo.)AT | CH53 (2 Wo.)CH | Erstveröffentlichung: 15. Februar 2019 mit Capo                                                    |
| 2019 | Planlos Capimo                   | DE64 (1 Wo.)DE | — | — | Erstveröffentlichung: 1. März 2019 mit Capo                                                        |
| 2019 | Dream Girl –                     | DE41 (2 Wo.)DE | AT72 (1 Wo.)AT | CH48 (2 Wo.)CH | Erstveröffentlichung: 2. August 2019 mit Butrint Imeri                                             |
| 2019 | Karma Nimoriginal                | DE4 Gold · (19 Wo.)DE | AT4 (11 Wo.)AT | CH2 (12 Wo.)CH | Erstveröffentlichung: 1. November 2019 Verkäufe: + 200.000                                         |
| 2019 | Kein Schlaf Nimoriginal          | DE1 Gold · (14 Wo.)DE | AT2 Gold · (9 Wo.)AT | CH3 (9 Wo.)CH | Erstveröffentlichung: 6. Dezember 2019 Verkäufe: + 215.000; feat. Hava                             |
| 2020 | Kommunikation –                  | DE6 (5 Wo.)DE | AT9 (3 Wo.)AT | CH27 (3 Wo.)CH | Erstveröffentlichung: 24. Januar 2020 mit Eno                                                      |
| 2020 | Nur wegen dir Steinbock          | DE15 (5 Wo.)DE | AT35 (2 Wo.)AT | CH39 (2 Wo.)CH | Erstveröffentlichung: 14. Februar 2020                                                             |
| 2020 | Remember Steinbock               | DE24 (2 Wo.)DE | AT55 (1 Wo.)AT | CH60 (1 Wo.)CH | Erstveröffentlichung: 6. März 2020                                                                 |
| 2020 | Trendsetter Steinbock            | DE18 (8 Wo.)DE | AT26 (3 Wo.)AT | CH41 (2 Wo.)CH | Erstveröffentlichung: 1. Mai 2020 feat. Rina                                                       |
| 2020 | Alles zu viel Steinbock          | DE32 (3 Wo.)DE | AT43 (1 Wo.)AT | CH67 (1 Wo.)CH | Erstveröffentlichung: 5. Juni 2020 feat. Ramo                                                      |
| 2020 | To the Moon Steinbock            | DE46 (1 Wo.)DE | — | — | Erstveröffentlichung: 14. August 2020                                                              |
| 2021 | Wo du Moonboy                    | DE15 (3 Wo.)DE | AT27 (1 Wo.)AT | CH38 (1 Wo.)CH | Erstveröffentlichung: 22. Januar 2021 feat. PZY                                                    |
| 2021 | Bad Eyez Moonboy                 | DE5 Gold · (13 Wo.)DE | AT11 (13 Wo.)AT | CH13 (12 Wo.)CH | Erstveröffentlichung: 19. Februar 2021 Verkäufe: + 200.000; feat. Luciano                          |
| 2021 | Zart Moonboy                     | DE18 (10 Wo.)DE | AT43 (4 Wo.)AT | CH53 (1 Wo.)CH | Erstveröffentlichung: 7. April 2021                                                                |
| 2021 | Pussyboy Moonboy                 | DE39 (1 Wo.)DE | AT75 (1 Wo.)AT | CH81 (1 Wo.)CH | Erstveröffentlichung: 7. Mai 2021                                                                  |
| 2021 | B.I.B.O. Emerald                 | DE11 Gold · (15 Wo.)DE | AT9 Gold · (7 Wo.)AT | CH15 ×2Doppelplatin · (7 Wo.)CH | Erstveröffentlichung: 26. August 2021 Verkäufe: + 255.000; mit Dardan                              |
| 2021 | Duft Moonboy                     | DE33 (2 Wo.)DE | AT50 (1 Wo.)AT | CH57 (1 Wo.)CH | Erstveröffentlichung: 10. September 2021 feat. Lio                                                 |
| 2021 | Para Drill Emerald               | DE18 (3 Wo.)DE | AT36 (1 Wo.)AT | CH28 Gold · (2 Wo.)CH | Erstveröffentlichung: 23. September 2021 Verkäufe: + 10.000; mit Dardan                            |
| 2021 | Per ty Emerald                   | DE14 (5 Wo.)DE | AT19 (4 Wo.)AT | CH14 Platin · (5 Wo.)CH | Erstveröffentlichung: 14. Oktober 2021 Verkäufe: + 20.000; mit Dardan feat. Mozzik                 |
| 2022 | Down Moonboy                     | DE33 (1 Wo.)DE | — | CH72 (1 Wo.)CH | Erstveröffentlichung: 24. Februar 2022                                                             |
| 2022 | You Know Moonboy                 | DE37 (1 Wo.)DE | AT74 (1 Wo.)AT | CH77 (1 Wo.)CH | Erstveröffentlichung: 10. März 2022                                                                |
| 2022 | Millionär Blackrock              | DE66 (1 Wo.)DE | — | — | Erstveröffentlichung: 27. Oktober 2022 mit Dardan                                                  |
| 2022 | Ende Blackrock                   | DE54 (1 Wo.)DE | — | CH63 (1 Wo.)CH | Erstveröffentlichung: 17. November 2022 mit Dardan                                                 |
| 2022 | Nur dich Blackrock               | DE71 (1 Wo.)DE | — | CH78 (1 Wo.)CH | Erstveröffentlichung: 1. Dezember 2022 mit Dardan                                                  |
| 2022 | One More Time Blackrock          | DE— aDE | — | — | Erstveröffentlichung: 14. Dezember 2022 mit Dardan feat. Devon                                     |
| 2022 | Weihnachtsbäckerei –             | DE72 (2 Wo.)DE | — | — | Erstveröffentlichung: 22. Dezember 2022                                                            |
| 2023 | Lass mal sehen –                 | DE82 (1 Wo.)DE | — | — | Erstveröffentlichung: 16. Februar 2023                                                             |
| 2023 | Du Eins                          | DE26 (2 Wo.)DE | AT37 (1 Wo.)AT | CH41 (1 Wo.)CH | Erstveröffentlichung: 11. Mai 2023                                                                 |
| 2023 | Wow Eins                         | DE64 (1 Wo.)DE | — | — | Erstveröffentlichung: 29. Juni 2023                                                                |
| 2023 | Rolling on a River Eins          | DE64 (1 Wo.)DE | — | — | Erstveröffentlichung: 19. Juli 2023 feat. Pajel                                                    |
| 2023 | Euphoria Zwei                    | DE83 (1 Wo.)DE | — | — | Erstveröffentlichung: 17. August 2023                                                              |
| 2023 | Zeit rennt Zwei                  | DE— bDE | — | — | Erstveröffentlichung: 31. August 2023                                                              |
| 2023 | Drama Zwei                       | DE— cDE | — | — | Erstveröffentlichung: 28. September 2023 feat. Immi                                                |
| 2023 | Idéal Mannschaft –               | DE— dDE | — | — | Erstveröffentlichung: 25. Oktober 2023 mit Celo & Abdi, Krime, Olexesh & Schubi AKpella            |
| 2024 | Tränen Zwei                      | DE36 (1 Wo.)DE | — | CH98 (1 Wo.)CH | Erstveröffentlichung: 4. Januar 2024 feat. Haftbefehl                                              |
| 2024 | Miss My Home Zwei                | DE47 (1 Wo.)DE | — | — | Erstveröffentlichung: 17. Januar 2024 feat. Eno                                                    |
| 2024 | Bevor du gehst Drei              | DE72 (1 Wo.)DE | — | — | Erstveröffentlichung: 1. Februar 2024                                                              |
| 2024 | Wie beim ersten Mal Drei         | DE49 (3 Wo.)DE | — | CH85 (1 Wo.)CH | Erstveröffentlichung: 15. Februar 2024                                                             |
| 2024 | Hayat Drei                       | DE37 (1 Wo.)DE | — | CH65 (1 Wo.)CH | Erstveröffentlichung: 29. Februar 2024 feat. Billa Joe                                             |
| 2024 | Haram Vier                       | DE74 (1 Wo.)DE | — | — | Erstveröffentlichung: 26. April 2024                                                               |
| 2024 | Immernoch bitter Vier            | DE— eDE | — | — | Erstveröffentlichung: 24. Mai 2024 feat. Soufian                                                   |
| 2024 | Sorry Ekho Jung & machen Geld    | DE78 (1 Wo.)DE | — | — | Erstveröffentlichung: 10. Juli 2024 feat. Lio                                                      |
| 2024 | Lass es zu 80er Film             | DE— fDE | — | — | Erstveröffentlichung: 2. August 2024                                                               |
| 2024 | On My Way (Monika) 80er Film     | — | — | — | Erstveröffentlichung: 14. August 2024                                                              |
| 2024 | Mittelmeer Fünf                  | DE33 (2 Wo.)DE | AT74 (1 Wo.)AT | CH56 (1 Wo.)CH | Erstveröffentlichung: 22. November 2024                                                            |
| 2025 | Guap OnTouRage                   | DE34 (1 Wo.)DE | — | — | Erstveröffentlichung: 9. Januar 2025 feat. Aymen                                                   |
| 2025 | Billo OnTouRage                  | — | — | — | Erstveröffentlichung: 23. Januar 2025 feat. Summer Cem                                             |
| 2025 | RRR –                            | DE57 (1 Wo.)DE | — | — | Erstveröffentlichung: 5. Juni 2025 feat. Capo                                                      |
| 2025 | Von vorn –                       | DE29 (… Wo.)DE | — | CH54 (1 Wo.)CH | Erstveröffentlichung: 3. Juli 2025 feat. Kalim                                                     |
| Folgende Lieder erschienen nicht als Single, wurden aber durch das Album zum Download und Streaming bereitgestellt und konnten somit eine Platzierung erlangen: |                                  | | | | |
| |                                  | | | | |
| 2017 | Wie Falco K¡K¡                   | DE64 Gold · (14 Wo.)DE | AT63 (1 Wo.)AT | — | Charteinstieg: 23. Juni 2017 Verkäufe: + 200.000; feat. Ufo361 & Yung Hurn                         |
| 2017 | Veni Vidi Siktim K¡K¡            | DE86 (1 Wo.)DE | — | — | Charteinstieg: 23. Juni 2017                                                                       |
| 2017 | Hoodi K¡K¡                       | DE92 (1 Wo.)DE | — | — | Charteinstieg: 23. Juni 2017 feat. Soufian                                                         |
| 2017 | Let’s Go Amina K¡K¡              | DE100 (1 Wo.)DE | — | — | Charteinstieg: 23. Juni 2017 feat. Hanybal                                                         |
| 2019 | Dunkel Capimo                    | DE23 (3 Wo.)DE | AT43 (1 Wo.)AT | CH49 (1 Wo.)CH | Charteinstieg: 29. März 2019 mit Capo                                                              |
| 2019 | Star Nimoriginal                 | DE36 (5 Wo.)DE | — | CH79 (1 Wo.)CH | Charteinstieg: 27. Dezember 2019 feat. Luciano                                                     |
| 2020 | Not Safe Steinbock               | DE65 (1 Wo.)DE | — | — | Charteinstieg: 4. September 2020 mit Reezy                                                         |
| 2021 | 2011 Emerald                     | DE— gDE | AT53 (1 Wo.)AT | CH52 Gold · (1 Wo.)CH | Videoauskopplung: 5. November 2021 Charteinstieg: 14. November 2021 Verkäufe: + 10.000; mit Dardan |
| 2022 | Geh nicht Moonboy                | DE43 (1 Wo.)DE | — | CH87 (1 Wo.)CH | Charteinstieg: 1. April 2022                                                                       |
| 2024 | Tret in die Pedale Vier          | DE— hDE | — | — | Charteinstieg: 28. Juni 2024 feat. O.G.                                                            |
| 2024 | Jung & machen Geld               | DE43 (2 Wo.)DE | — | — | Charteinstieg: 19. Juli 2024 feat. Aymen                                                           |
| 2024 | Saturday Night 80er Film         | DE— iDE | — | — | Charteinstieg: 23. August 2024                                                                     |
| 2025 | Aye OnTouRage                    | DE8 (7 Wo.)DE | AT13 (5 Wo.)AT | CH9 (5 Wo.)CH | Charteinstieg: 11. April 2025 feat. Amo                                                            |

### Als Gastmusiker
| Jahr | Titel Album                       | Höchstplatzierung, Gesamtwochen, AuszeichnungChartplatzierungen (Jahr, Titel, Album, Platzierungen, Wochen, Auszeichnungen, Anmerkungen) | Höchstplatzierung, Gesamtwochen, AuszeichnungChartplatzierungen (Jahr, Titel, Album, Platzierungen, Wochen, Auszeichnungen, Anmerkungen) | Höchstplatzierung, Gesamtwochen, AuszeichnungChartplatzierungen (Jahr, Titel, Album, Platzierungen, Wochen, Auszeichnungen, Anmerkungen) | Anmerkungen                                                                                                |
| Jahr | Titel Album                       | DE | AT | CH | Anmerkungen                                                                                                |
| --- | --------------------------------- | --- | --- | --- | --- |
| 2017 | Lambo Diablo GT Alles auf Rot     | DE21 ×3Dreifachgold · (36 Wo.)DE | AT39 (6 Wo.)AT | — | Erstveröffentlichung: 26. Mai 2017 Verkäufe: + 600.000; Capo feat. Nimo                                    |
| 2017 | Rhythm N’ Flouz Diaspora          | DE51 Gold · (9 Wo.)DE | — | — | Erstveröffentlichung: 1. September 2017 Verkäufe: + 200.000; Celo & Abdi feat. Nimo & Olexesh              |
| 2017 | Telefon Dardy Luther King         | DE25 (9 Wo.)DE | AT41 (5 Wo.)AT | CH43 (2 Wo.)CH | Erstveröffentlichung: 15. September 2017 Dardan feat. Nimo                                                 |
| 2017 | Vanilla Sky Haramstufe Rot        | DE70 Gold · (11 Wo.)DE | — | — | Erstveröffentlichung: 29. September 2017 Verkäufe: + 200.000; Hanybal feat. Nimo                           |
| 2018 | Piccos Dardy Luther King (Pt. II) | DE32 (4 Wo.)DE | AT37 (3 Wo.)AT | CH81 Gold · (1 Wo.)CH | Erstveröffentlichung: 25. Mai 2018 Verkäufe: + 10.000; Dardan feat. Nimo                                   |
| 2018 | Komm teste Places EP              | — | — | — | Erstveröffentlichung: 1. Juni 2018 Drunken Masters feat. Nimo                                              |
| 2018 | BlaBla Surf’n’Turf                | DE14 (6 Wo.)DE | AT30 (4 Wo.)AT | CH43 (2 Wo.)CH | Erstveröffentlichung: 7. September 2018 Azzi Memo feat. Nimo                                               |
| 2018 | Valentino Camouflage L.O.C.O.     | DE6 (8 Wo.)DE | AT13 (4 Wo.)AT | CH18 (4 Wo.)CH | Erstveröffentlichung: 16. November 2018 Luciano feat. Nimo                                                 |
| 2019 | Bis um 3 Null auf Hundert         | DE26 (4 Wo.)DE | AT71 (1 Wo.)AT | CH93 (1 Wo.)CH | Erstveröffentlichung: 29. März 2019 Kalim feat. Nimo                                                       |
| 2019 | Wer Jiggi                         | DE38 (2 Wo.)DE | AT66 (1 Wo.)AT | — | Erstveröffentlichung: 26. April 2019 Jigzaw feat. Nimo                                                     |
| 2019 | Blue Lagoon Gringoland            | DE42 (2 Wo.)DE | — | — | Erstveröffentlichung: 3. Mai 2019 Gringo feat. Nimo                                                        |
| 2019 | Royal Rumble –                    | DE1 Gold · (10 Wo.)DE | AT3 (7 Wo.)AT | CH4 (5 Wo.)CH | Erstveröffentlichung: 14. Juni 2019 Verkäufe: + 200.000 Capital Bra, Kalazh44 & Samra feat. Luciano & Nimo |
| 2019 | J-Lo Press Play                   | DE44 (1 Wo.)DE | — | — | Erstveröffentlichung: 23. August 2019 AriBeatz feat. Lacrim & Nimo                                         |
| 2019 | Augen Husky                       | DE14 (7 Wo.)DE | AT29 (3 Wo.)AT | CH34 (3 Wo.)CH | Erstveröffentlichung: 13. September 2019 Olexesh feat. Nimo                                                |
| 2019 | Lowrider –                        | DE15 (4 Wo.)DE | AT40 (2 Wo.)AT | CH47 (1 Wo.)CH | Erstveröffentlichung: 11. Oktober 2019 Kalim feat. Nimo                                                    |
| 2020 | Ya maschara Straßenapotheker      | DE93 (1 Wo.)DE | — | — | Erstveröffentlichung: 27. März 2020 Ngee feat. Nimo                                                        |
| 2020 | Désolé Seele                      | DE3 (6 Wo.)DE | AT10 (3 Wo.)AT | CH13 (3 Wo.)CH | Erstveröffentlichung: 16. Oktober 2020 Mero feat. Nimo                                                     |
| 2020 | Trance –                          | DE30 (1 Wo.)DE | — | CH79 (1 Wo.)CH | Erstveröffentlichung: 27. November 2020 Reezy feat. Nimo                                                   |
| 2021 | Frag mich nicht Futura            | DE2 Gold · (23 Wo.)DE | AT4 (13 Wo.)AT | CH11 (9 Wo.)CH | Erstveröffentlichung: 26. März 2021 Verkäufe: + 200.000; Miksu/Macloud feat. Jamule & Nimo                 |
| 2021 | OK –                              | DE34 (1 Wo.)DE | AT56 (1 Wo.)AT | CH79 (1 Wo.)CH | Erstveröffentlichung: 16. April 2021 DJ Jeezy feat. Jay1, Nimo & Summer Cem                                |
| 2021 | Max Payne –                       | DE— jDE | — | — | Erstveröffentlichung: 19. November 2021 FGUN $HAKI feat. Nimo                                              |
| 2022 | Triple Threat                     | DE44 (1 Wo.)DE | — | — | Erstveröffentlichung: 4. Februar 2022 Jamin feat. Nimo                                                     |
| 2022 | Baradar –                         | DE31 (2 Wo.)DE | — | CH67 (1 Wo.)CH | Erstveröffentlichung: 1. April 2022 O.G. feat. Nimo                                                        |
| 2022 | Blockpavian –                     | — | — | — | Erstveröffentlichung: 5. Mai 2022 O.G. feat. Nimo                                                          |
| 2022 | Ratchet Rmx –                     | DE— kDE | — | CH— kCH | Erstveröffentlichung: 1. Juli 2022 Summer Cem feat. Dardan, KC Rebell, Nimo & Reezy                        |
| 2022 | Liebe oder Hass –                 | DE— lDE | — | — | Erstveröffentlichung: 18. August 2022 KEZ feat. Nimo                                                       |
| 2022 | Sie will –                        | DE27 (2 Wo.)DE | AT69 (1 Wo.)AT | CH71 (1 Wo.)CH | Erstveröffentlichung: 7. Oktober 2022 Pajel feat. Nimo                                                     |
| 2022 | Sevilla –                         | DE— mDE | — | — | Erstveröffentlichung: 9. Dezember 2022 Thrife feat. Nimo & Summer Cem                                      |
| 2023 | Jede Nacht –                      | DE11 (3 Wo.)DE | AT25 (2 Wo.)AT | CH26 (2 Wo.)CH | Erstveröffentlichung: 16. März 2023 Schubi AKpella feat. Nimo                                              |
| 2023 | Hol mich hier raus –              | — | — | — | Erstveröffentlichung: 27. April 2023 O.G. feat. Nimo                                                       |
| 2023 | Rover –                           | — | — | — | Erstveröffentlichung: 13. Juli 2023 Devon feat. Nimo                                                       |
| 2023 | All Eyez on Me –                  | DE84 (1 Wo.)DE | — | — | Erstveröffentlichung: 2. November 2023 Olexesh feat. Nimo                                                  |
| 2024 | Beyda –                           | DE43 (1 Wo.)DE | — | — | Erstveröffentlichung: 22. Februar 2024 Capo feat. Nimo                                                     |
| 2024 | So So Def –                       | DE26 (3 Wo.)DE | — | CH55 (1 Wo.)CH | Erstveröffentlichung: 2. Mai 2024 Celo & Abdi feat. Nimo & Summer Cem                                      |
| 2024 | Schlimmer denn je –               | DE70 (1 Wo.)DE | — | — | Erstveröffentlichung: 8. August 2024 Soufian feat. Amo, Aymen & Nimo                                       |
| 2024 | Dilemin –                         | DE86 (1 Wo.)DE | — | — | Erstveröffentlichung: 23. August 2024 Eno feat. Nimo                                                       |
| 2024 | Rapstar –                         | DE9 (10 Wo.)DE | AT34 (7 Wo.)AT | CH33 (4 Wo.)CH | Erstveröffentlichung: 4. September 2024 Amo feat. Nimo                                                     |
| 2024 | Wagwan Cheb Atay                  | — | — | — | Erstveröffentlichung: 4. Oktober 2024 Ataypapi feat. Nimo                                                  |
| 2024 | Star –                            | — | — | — | Erstveröffentlichung: 18. Oktober 2024 Haaland936 feat. Nimo                                               |
| 2025 | Reggaeton –                       | DE26 (… Wo.)DE | AT61 (1 Wo.)AT | CH70 (1 Wo.)CH | Erstveröffentlichung: 18. Juni 2025 Amo feat. Nimo                                                         |
| 2025 | Lebenslang Aymen                  | DE34 (… Wo.)DE | — | — | Erstveröffentlichung: 11. Juli 2025 Aymen feat. Nimo                                                       |
| Folgende Lieder erschienen nicht als Single, wurden aber durch das Album zum Download und Streaming bereitgestellt und konnten somit eine Platzierung erlangen: |                                   | | | | |
| |                                   | | | | |
| 2018 | Geld spielt keine Rolex Rolexesh  | DE53 (1 Wo.)DE | — | — | Charteinstieg: 9. März 2018 Olexesh feat. Nimo                                                             |
| 2019 | Bye Bye CB6                       | DE7 (9 Wo.)DE | AT6 (1 Wo.)AT | CH12 (1 Wo.)CH | Charteinstieg: 19. April 2019 Capital Bra feat. Nimo                                                       |
| 2020 | Late Night $ex Ghetto Diamant     | DE— nDE | — | — | Charteinstieg: 11. September 2020 Sero el Mero feat. Nimo                                                  |
| 2020 | Früher pleite heute Benz CB7      | DE— oDE | — | — | Charteinstieg: 9. Oktober 2020 Capital Bra feat. Nimo & Summer Cem                                         |
| 2021 | Keine Fantasie Mietwagentape 2    | DE48 (1 Wo.)DE | — | — | Charteinstieg: 15. Januar 2021 Celo & Abdi feat. Nimo                                                      |

## Musikvideos
| Jahr | Titel                  | Regie                                   |
| ---- | ---------------------- | --------------------------------------- |
| 2015 | Bitter                 | Adal Giorgis                            |
| 2016 | Idéal                  | Vincenty Sylvain                        |
| 2016 | Hol mir dein Cousin    | Lennart Brede                           |
| 2016 | Flouz kommt Flouz geht | Michael Lukaschyk                       |
| 2016 | Nie wieder             | Adal Giorgis                            |
| 2016 | Vollautomatik          | Lennart Brede                           |
| 2016 | Vanilla Sky            | Lennart Brede                           |
| 2017 | Okay                   |                                         |
| 2017 | LFR                    | Adal Giorgis                            |
| 2017 | Michelangelo           | Lennart Brede                           |
| 2017 | Heute mit mir          |                                         |
| 2017 | Hype                   | Deveroe                                 |
| 2017 | PGS                    | MacDuke                                 |
| 2017 | Rhythm N’ Flouz        | 100Blackdolphins                        |
| 2017 | Telefon                | Omely                                   |
| 2018 | Piccos                 | Omely                                   |
| 2018 | BlaBla                 | Erhan Dogan                             |
| 2018 | Valentino Camouflage   | Felix Aaron                             |
| 2018 | Zoey                   | Lennart Brede                           |
| 2019 | Shem Shem & Sex        | Erhan Dogan                             |
| 2019 | Leyla                  | Erhan Dogan                             |
| 2019 | Dunkel                 | Omely                                   |
| 2019 | Bis um 3               | MacDuke                                 |
| 2019 | Wer                    | Paulo José                              |
| 2019 | Royal Rumble           | Traviez the Director                    |
| 2019 | Dream Girl             | Besian Durmishi                         |
| 2019 | J-Lo                   | AriBeatz, Christo Greece                |
| 2019 | Augen Husky            | Allan Anders                            |
| 2019 | Lowrider               | MacDuke                                 |
| 2019 | Karma                  | MacDuke                                 |
| 2019 | Kein Schlaf            | MacDuke                                 |
| 2020 | Kommunikation          | Denis Majstorovic                       |
| 2020 | Nur wegen dir          | Max Gold                                |
| 2020 | Remember               | Niko Kaouris                            |
| 2020 | Ya maschara            | Alldifferent                            |
| 2020 | Trendsetter            | Niko Kaouris                            |
| 2020 | Alles zu viel          | Niko Kaouris, Alex von Westernhagen     |
| 2020 | To the Moon            | Niko Kaouris, Alex von Westernhagen     |
| 2020 | Désolé                 | Henning Brix                            |
| 2020 | Late Night $ex         | Kevin Jerome Stemberger                 |
| 2020 | Trance                 | Alldifferent, MacDuke                   |
| 2021 | Wo du                  | MacDuke, Nimo                           |
| 2021 | Bad Eyez               | MacDuke                                 |
| 2021 | Frag mich nicht        | Hely Doan, Traviez the Director         |
| 2021 | Zart                   | Niko Kaouris                            |
| 2021 | OK                     | Alldifferent                            |
| 2021 | Pussyboy               | MacDuke                                 |
| 2021 | B.I.B.O.               | Fati.TV                                 |
| 2021 | Duft                   | Nimo                                    |
| 2021 | Para Drill             | MG Video                                |
| 2021 | Per ty                 | Fati.TV, Luka Katic                     |
| 2021 | 2011                   | Adal Giorgis                            |
| 2021 | Max Payne              | Henning Brix                            |
| 2022 | Triple Threat          | The Kind of Art                         |
| 2022 | Down                   | The Kind of Art                         |
| 2022 | You Know               | MG Video                                |
| 2022 | Baradar                | Maine Sicht                             |
| 2022 | Liebe oder Hass        | Taylo                                   |
| 2022 | Sie will               | MG Video                                |
| 2022 | Millionär              | Faismob                                 |
| 2022 | Nur dich               | MG Video                                |
| 2022 | One More Time          |                                         |
| 2022 | Weihnachtsbäckerei     | Imun                                    |
| 2023 | Lass mal sehn          |                                         |
| 2023 | Jede Nacht             | Maine Sicht                             |
| 2023 | Du                     | Lukas Schwan                            |
| 2023 | Wow                    | Lukas Schwan                            |
| 2023 | Rover                  | StorysellersFLM                         |
| 2023 | Euphoria               | StorysellersFLM                         |
| 2023 | Zeit rennt             | Lukas Schwan                            |
| 2023 | Idéal Mannschaft       | Story Sellers                           |
| 2024 | Tränen                 | Nima Yaghobi                            |
| 2024 | Miss My Home           | N                                       |
| 2024 | Bevor du gehst         | Nimo, Taylo                             |
| 2024 | Wie beim ersten Mal    | Nimo, Taylo                             |
| 2024 | Beyda                  | GH.TV                                   |
| 2024 | Hayat                  | Nimo, Taylo                             |
| 2024 | Haram                  | Nimo, Taylo                             |
| 2024 | So Def Def             | Til Luca Gundlach, Maximilian Milosevic |
| 2024 | Tret in die Pedale     | Lukas Schwan                            |
| 2024 | Sorry Ekho             | Taylo                                   |
| 2024 | Jung & machen Geld     | Taylo                                   |
| 2024 | Lass es zu             | Taylo                                   |
| 2024 | Schlimmer denn je      | Dilnas                                  |
| 2024 | On My Way (Monika)     | Taylo                                   |
| 2024 | Dilemin                | Harry Hollywood                         |
| 2024 | Rapstar                | Taylo                                   |
| 2024 | Wagwan                 | Harry Hollywood                         |
| 2024 | Star                   | Kespey                                  |
| 2024 | Mittelmeer             | Lukas Schwan                            |
| 2025 | Guap                   | Taylo                                   |
| 2025 | Aye                    | Dreamdudes                              |
| 2025 | Reggaeton              | Taylo                                   |
| 2025 | Von vorn               | Taylo                                   |
| 2025 | Lebenslang             | Taylo                                   |

## Promoveröffentlichungen
| Jahr | Titel Album    | Anmerkungen                                        |
| ---- | -------------- | -------------------------------------------------- |
| 2015 | Ausnahme OCB – | Erstveröffentlichung: 11. Dezember 2015            |
| 2016 | €s €s –        | Erstveröffentlichung: 2. März 2016 feat. Azzi Memo |

## Sonderveröffentlichungen
| Jahr | Titel Album                               | Anmerkungen |
| ---- | ----------------------------------------- | --- |
| 2015 | Chabos Unzensiert                         | Erstveröffentlichung: 18. Dezember 2015 Haftbefehl feat. Bausa, Brate Azzlack, Capo, Celo & Abdi, Diar, DOE, Enemy, Hanybal, Milonair, Nimo & Soufian |
| 2016 | Hol’ mir dein Cousin Richtung Paradies EP | Erstveröffentlichung: 20. Januar 2016 mit Zuna |
| 2016 | Vanilla Sky Haramstufe Rot                | Erstveröffentlichung: 16. September 2016 Hanybal feat. Nimo                                                                                           |
| 2016 | 24/7 Ich bin 2 Berliner                   | Erstveröffentlichung: 30. September 2016 Ufo361 feat. Nimo                                                                                            |
| 2016 | Schwarzfahr’n Makadam                     | Erstveröffentlichung: 21. Oktober 2016 Olexesh feat. Nimo                                                                                             |
| 2017 | Okay Apollo                               | Erstveröffentlichung: 17. Februar 2017 Sandzo feat. Nimo                                                                                              |
| 2017 | Große Kaliber Kohldampf                   | Erstveröffentlichung: 24. März 2017 Maxwell feat. Bozza & Nimo                                                                                        |
| 2017 | Wie ichs mach Trap ’n’ Haus               | Erstveröffentlichung: 26. Mai 2017 Azzi Memo feat. Nimo                                                                                               |
| 2017 | Paranoia Schäms EP                        | Erstveröffentlichung: 30. Juni 2017 Samy feat. Nimo                                                                                                   |
| 2017 | Lambo Diablo GT Alles auf Rot             | Erstveröffentlichung: 7. Juli 2017 Capo feat. Nimo |
| 2017 | PGS Racaille                              | Erstveröffentlichung: 6. Oktober 2017 Mortel feat. Azad & Nimo                                                                                        |
| 2017 | Rhythm N’ Flouz Diaspora                  | Erstveröffentlichung: 27. Oktober 2017 Celo & Abdi feat. Nimo & Olexesh                                                                               |
| 2018 | Geld spielt keine Rolex Rolexesh          | Erstveröffentlichung: 2. März 2018 Olexesh feat. Nimo                                                                                                 |
| 2018 | Interstellar Flizzy                       | Erstveröffentlichung: 23. März 2018 Fler feat. Nimo                                                                                                   |
| 2018 | Telefon Dardy Luther King                 | Erstveröffentlichung: 23. März 2018 Dardan feat. Nimo                                                                                                 |
| 2018 | Piccos Dardy Luther King (Pt. II)         | Erstveröffentlichung: 6. Juli 2018 Dardan feat. Nimo                                                                                                  |
| 2018 | Komm teste Places EP                      | Erstveröffentlichung: 18. Juli 2018 Drunken Masters feat. Nimo                                                                                        |
| 2018 | BlaBla Surf’n’Turf                        | Erstveröffentlichung: 21. September 2018 Azzi Memo feat. Nimo                                                                                         |
| 2018 | Valentino Camouflage L.O.C.O.             | Erstveröffentlichung: 23. November 2018 Luciano feat. Nimo                                                                                            |
| 2019 | Bye Bye CB6                               | Erstveröffentlichung: 12. April 2019 Capital Bra feat. Nimo                                                                                           |
| 2019 | Wer Jiggi                                 | Erstveröffentlichung: 28. Juni 2019 Jigzaw feat. Nimo                                                                                                 |
| 2019 | Bis um 3 Null auf Hundert                 | Erstveröffentlichung: 5. Juli 2019 Kalim feat. Nimo                                                                                                   |
| 2019 | Augen Husky                               | Erstveröffentlichung: 12. September 2019 Olexesh feat. Nimo                                                                                           |
| 2019 | J-Lo Press Play                           | Erstveröffentlichung: 22. November 2019 AriBeatz feat. Lacrim & Nimo                                                                                  |
| 2020 | Late NighT $eX Ghetto Diamant             | Erstveröffentlichung: 4. September 2020 Sero el Mero feat. Nimo                                                                                       |
| 2020 | Früher pleite heute Benz CB7              | Erstveröffentlichung: 18. September 2020 Capital Bra feat. Nimo & Summer Cem                                                                          |
| 2020 | Blue Lagoon Gringoland                    | Erstveröffentlichung: 25. September 2020 Gringo feat. Nimo                                                                                            |
| 2020 | Ya maschara Straßenapotheker              | Erstveröffentlichung: 30. Oktober 2020 Ngee feat. Nimo                                                                                                |
| 2020 | Désolé Seele                              | Erstveröffentlichung: 4. Dezember 2020 Mero feat. Nimo                                                                                                |
| 2021 | Keine Fantasie Mietwagentape 2            | Erstveröffentlichung: 8. Januar 2021 Celo & Abdi feat. Nimo                                                                                           |
| 2021 | Frag mich nicht Futura                    | Erstveröffentlichung: 23. April 2021 Miksu/Macloud feat. Jamule & Nimo                                                                                |
| 2021 | Babuschka Ufos überm Block                | Erstveröffentlichung: 30. September 2021 Hell Yes & Olexesh feat. Nimo                                                                                |
| 2022 | Triple Threat Drama In My Shadow EP       | Erstveröffentlichung: 4. März 2022 Jamin feat. Nimo                                                                                                   |
| 2024 | Spaceship Siki Jackson                    | Erstveröffentlichung: 12. April 2024 Summer Cem feat. Nimo                                                                                            |
| 2024 | Wagwan Cheb Atay                          | Erstveröffentlichung: 25. Oktober 2024 Ataypapi feat. Nimo                                                                                            |
| 2025 | Letra e gjakosun’ Salihi x Ferizi         | Erstveröffentlichung: 18. Mai 2025 MC Kresha & Lyrical Son feat. Nimo & OG Merks                                                                      |
| 2025 | Lebenslang Aymen                          | Erstveröffentlichung: 25. Juli 2025 Aymen feat. Nimo                                                                                                  |

## Statistik

### Chartauswertung
|                     | DE    | AT    | CH    |
| ------------------- | ----- | ----- | ----- |
| Nummer-eins-Alben   | DE—DE | AT—AT | CH—CH |
| Top-10-Alben        | DE4DE | AT2AT | CH3CH |
| Alben in den Charts | DE6DE | AT7AT | CH8CH |

|                       | DE     | AT     | CH     |
| --------------------- | ------ | ------ | ------ |
| Nummer-eins-Singles   | DE2DE  | AT—AT  | CH—CH  |
| Top-10-Singles        | DE14DE | AT8AT  | CH4CH  |
| Singles in den Charts | DE95DE | AT49AT | CH58CH |

### Auszeichnungen für Musikverkäufe
Anmerkung: Auszeichnungen in Ländern aus den Charttabellen bzw. Chartboxen sind in ebendiesen zu finden.
| Land/RegionAuszeichnungen für Musikverkäufe (Land/Region, Auszeichnungen, Verkäufe, Quellen) | Gold       | Platin     | Verkäufe  | Quellen           |
| -------------------------------------------------------------------------------------------- | ---------- | ---------- | --------- | ----------------- |
| Deutschland (BVMI)                                                                           | 15× Gold15 | 3× Platin3 | 4.400.000 | musikindustrie.de |
| Österreich (IFPI)                                                                            | 2× Gold2   | —          | 30.000    | ifpi.at           |
| Schweiz (IFPI)                                                                               | 4× Gold4   | 3× Platin3 | 100.000   | hitparade.ch      |
| Insgesamt                                                                                    | 21× Gold21 | 6× Platin6 |           |                   |